# 1822 w sztukach plastycznych
Wydarzenia w sztukach plastycznych i wizualnych w 1821 roku.

## Urodzeni
- 16 marca - Rosa Bonheur (zm. 1899), francuska malarka i rzeźbiarka
- 1 czerwca - Clementina Hawarden (zm. 1865), brytyjska fotografka
- 31 października - Francis Frith (zm. 1898), angielski fotograf, podróżnik i wydawca
- ur. ok. 1822 Mathew B. Brady (zm. 1896), amerykański fotograf

## Zmarli
- 3 kwietnia - Friedrich Justin Bertuch (ur. 1747), niemiecki mecenas sztuki i wydawca
- 4 kwietnia / 16 kwietnia - Dmitrij Lewicki (ur. ok. 1735), rosyjski malarz
- 11 maja - Gerard van Spaendonck (ur. 1746), malarz i grafik holenderskiego pochodzenia
- 24 września - Achille Etna Michallon (ur. 1796), francuski malarz
- 9 października - Richard Earlom (ur. 1743), angielski rysownik i rytownik
- 13 października - Antonio Canova (ur. 1757), włoski malarz, rzeźbiarz i architekt
- 25 października - James Sowerby (ur. 1757), angielski przyrodnik i ilustrator